# 北海道芸術デザイン専門学校
北海道芸術デザイン専門学校  (Hokkaido College of Art & Design)  とは、北海道札幌市北区にある専修学校。通称は「ビセン」。
学校法人美専学園が運営。

## 沿革
- 1961年 - 高橋英雄が札幌市西区琴似八軒において「白雪（はくせつ）美術研究所」設立。
- 1966年 - 北区北27条西8丁目に校舎を移す。「北海道美術学校」と改称し知事の認可。
- 1976年 - 専修学校制度発足。「北海道綜合美術専門学校」と改称、専修学校として知事認可（道内第１号）。
- 1983年 - 姉妹校のカナダBC州立エミリー・カー美術大学  (Emily Carr University of Art and Design)  よりダグラス・クープランドが第1回目の交換留学生として在学。
- 1987年 - 学校法人美専学園設立認可
- 1991年 - 文部省専修学校職業教育高度化開発研究指定校（以降12年継続）。学生食堂の開設。姉妹校となったイギリス国立プリマス大学  (University of Plymouth)  との交換留学開始。
- 1992年 - 第1回交換留学生のダグラス・クープランドの著書『ジェネレーションX』全米で10万部のベストセラー。5期生 山田勇男が脚本・監督した映画「アンモナイトのささやきを聞いた」がカンヌ映画祭で話題。
- 1994年 - 国際美術デザイン教育協会（AIAS）パリ会議参加、正式に入会を承認される。
- 1995年 - 姉妹校、北海道医薬専門学校が北海道知事より認可。第7回全日本高校デザインイラスト展（文部省・通産省後援）北海道地区主幹校。
- 1998年 - 「北海道芸術デザイン専門学校」に改称。カナダBC州立キャピラノ大学 (Capilano University) との交換留学開始。
- 2014年 - 北区北24条西8丁目に新校舎完成。文部科学大臣により「職業実践専門課程」に認定。

## 設置学科
- 専門課程（昼間部）
  - 産業デザイン学科
    - グラフィックデザイン専攻
    - イラストレーション専攻

  - マルチメディアデザイン学科
    - Web・動画クリエイター専攻
    - ゲーム・CGクリエイター専攻

  - 建築デザイン学科
    - 建築士専攻

  - 環境デザイン学科
    - インテリアデザイン・インテリアコーディネーション専攻
    - クラフトデザイン専攻
    - フラワーデザイン専攻
- 一般課程（夜間部）
  - 総合デザイン造形科
    - イラストレーション専攻
    - グラフィックデザイン専攻
    - 絵画芸術専攻
    - Webデザイン専攻
    - キャラクターＣＧ専攻
    - マンガ専攻

## 校舎

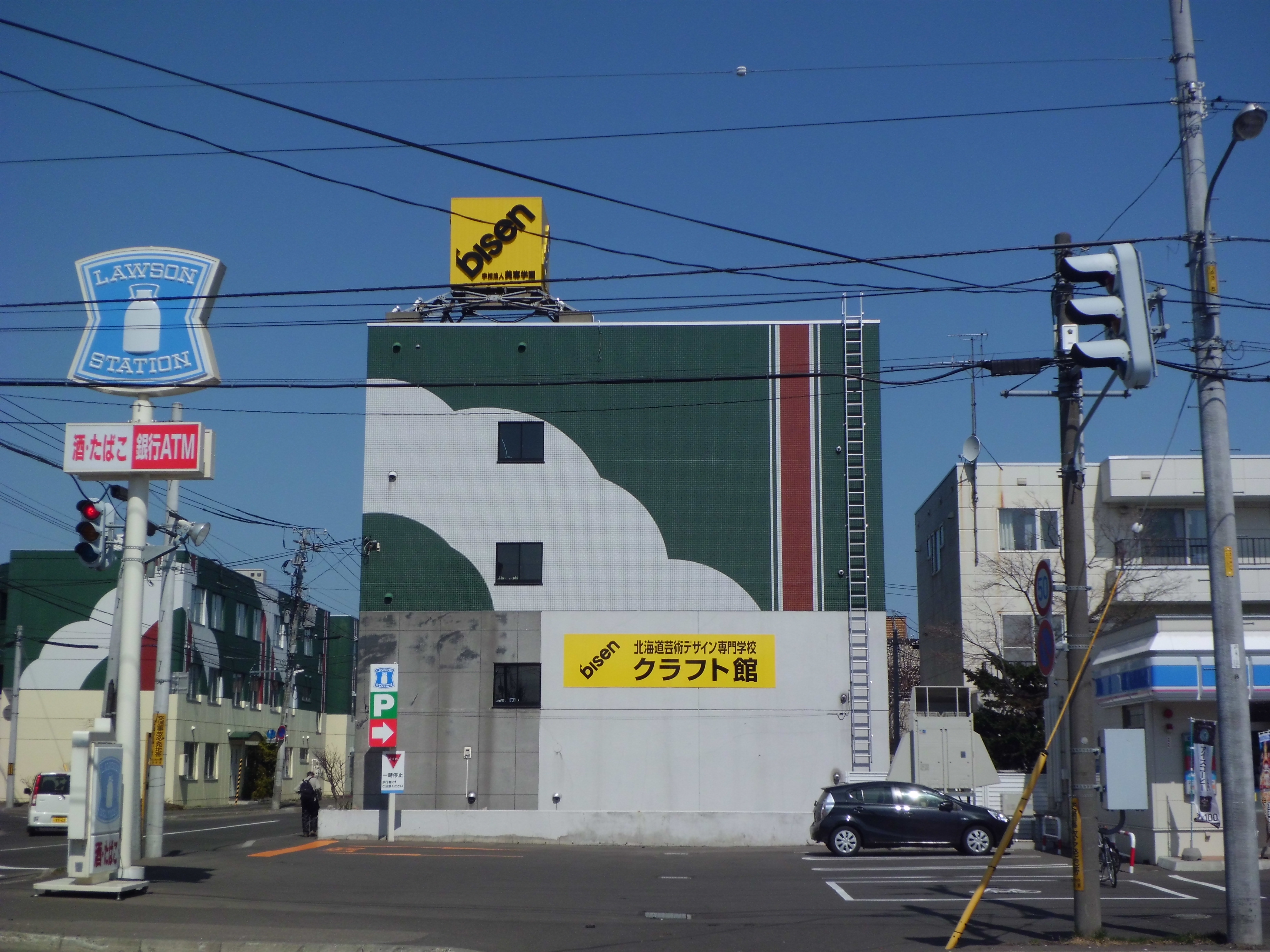
クラフト館

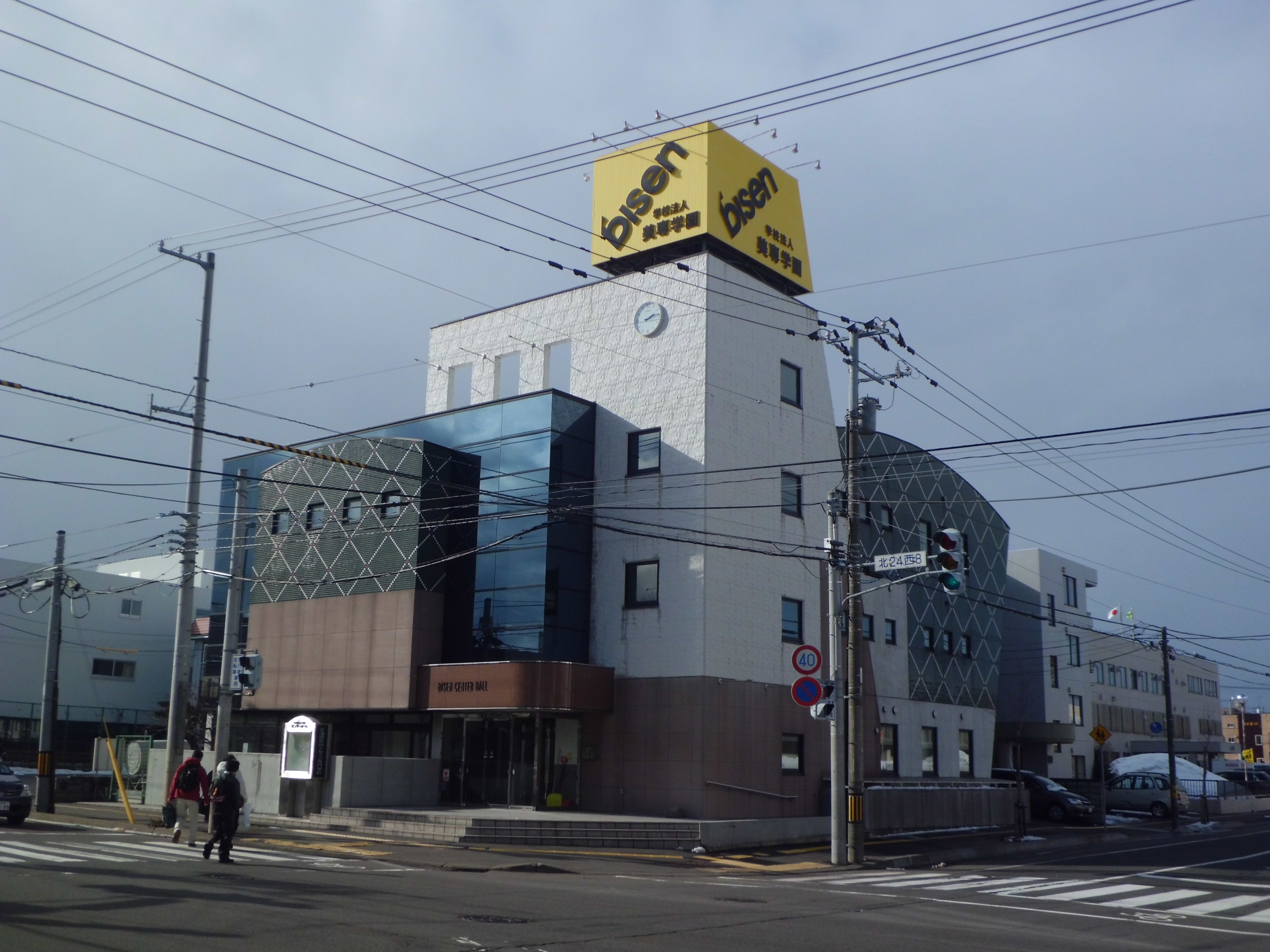
bisenセンターホール

本館は札幌市北区北27条西8丁目にあったが、2014年9月、北24条西8丁目に主要施設が移転した。最寄り駅は札幌市営地下鉄南北線「北24条駅」。
- 本館（北24西8） - 購買部、食堂、図書室、ギャラリー、教務室、事務室、入学センターを併設
- クラフト館（北27西8） - 環境デザイン学科クラフトデザイン専攻。木工室、PC実習室、図書スペースを併設
- クラフト工房・陶工房（北27西8） - クラフトデザイン専攻の金工・鋳造・陶芸施設。クラフト館に近接
- ビセンセンターホール（北24西8） - 多目的ホール（講堂・体育館）

## 姉妹校
- 北海道医薬専門学校 -同法人が運営する医療系専門学校
- カナダBC州立エミリー・カー美術大学 (Emily Carr University of Art and Design)
- カナダBC州立キャピラノ大学 (Capilano University)
- イギリス国立プリマス大学 (University of Plymouth)

## 主な出身者

### デザイナー
- 坂川栄治（装丁家）
- 宮前和生（商業施設デザイナー）
- 榊原寿朗（商空間デザイナー）
- 鈴木壹比昂（照明デザイナー）
- 山本健二（グラフィックデザイナー）
- 工藤ワビ良平（グラフィックデザイナー）
- 那珂隆之（グラフィックデザイナー）
- 藤田直樹（グラフィックデザイナー）
- 鎌田順也（グラフィックデザイナー）
- 中村藍（グラフィックデザイナー）

### イラストレーター
- 福士トール（イラストレーター）
- 西村昌実（イラストレーター）
- キムラみのる（イラストレーター）
- 小田啓介（イラストレーター）
- 栗山義勝（イラストレーター）
- 宇野信哉（イラストレーター）
- 鈴木康士（イラストレーター）
- 池田蔵人（イラストレーター）
- ゴトウマキエ（イラストレーター）
- 小林龍一（イラストレーター）
- 海鵜げそ（イラストレーター）
- ヌトグラン（イラストレーター）
- 松浦シオリ（イラストレーター）
- 時々（イラストレーター）
- 空豆とむ（イラストレーター）
- 田村結衣（イラストレーター）
- 佐々米（イラストレーター）

### 漫画家
- もんでんあきこ（漫画家）
- 中山昌亮（漫画家）
- 岩原裕二（漫画家）
- 椎名軽穂（漫画家）
- 柿崎正澄（漫画家）
- 志真てら子（漫画家）
- 太田優姫（漫画家）
- 新波歩 （漫画家）
- 綾峰けう（漫画家）
- 愛葉もーこ（漫画家）
- 大海たび（漫画家）
- 蒼井みやこ（漫画家）
- 田村結衣（漫画家）
- こゆ吉（漫画家）

### 絵本作家
- かさいまり（絵本作家）
- やまだなおと（絵本作家）
- 熊八木ちさ（絵本作家）

### 映画監督
- 山田勇男（映画監督、映像作家、美術家、漫画家）

### 美術家
- 小林俊哉（美術家）
- 粥川由美子（美術家・米国ワシントン州シアトル市在住）
- 恋月姫（人形作家）
- 林啓一（ペーパークラフト作家）
- ダグラス・クープランド（小説家・美術家）
- 上田隆之（陶芸家）
- 長浜憲二（現代美術作家）
- 清水宏晃（木工家）
- 宇野嘉祐（画家）
- 黒政幸義（画家）
- 高橋美恵子（画家）
- モリケンイチ（画家）
- 獅子原和子（画家）
- 村上恵美（日本画家）
- いの上さや香（日本画家）